# Fort Chaffee
Fort Chaffee es un territorio no organizado ubicado en el condado de Sebastian en el estado estadounidense de Arkansas. En el Censo de 2010 tenía una población de 292 habitantes y una densidad poblacional de 1,21 personas por km².

## Historia

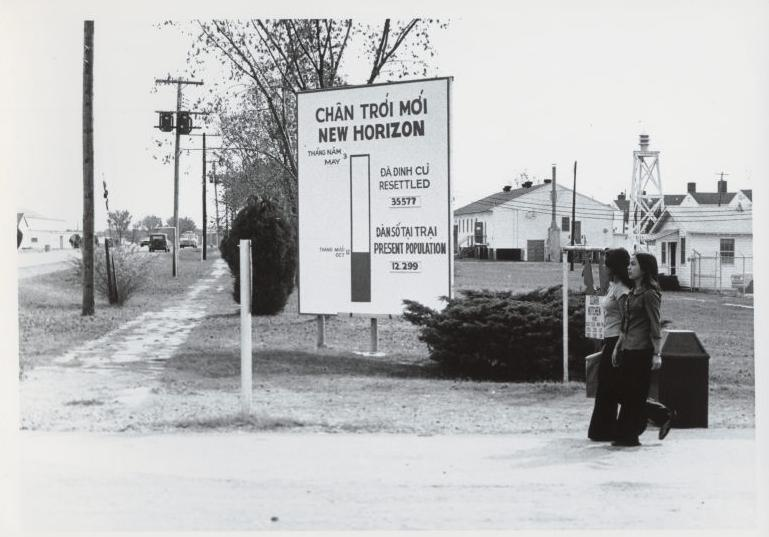
Cartel en vietnamita en un bloque de edificios del Fuerte Chaffee, lugar de entrenamiento del ejército.

La ciudad tomó el nombre del Centro de Entrenamiento y Maniobras Fort Chaffee, una instalación de la Guardia Nacional del ejército en el noroeste de Arkansas, adyacente a la ciudad de Fort Smith. Al estar muy lejos la población de Fort Smith, se creó la localidad de Fort Chaffee, para servir de alojamiento a numerosos soldados.
El fuerte está al lado del río Arkansas, que fluye hacia el este a lo largo de la frontera norte del puesto y la Interestatal 40, que está a 8 kilómetros al norte en el lado opuesto del río. Fort Chaffee se utiliza principalmente como un centro de formación regional de la Guardia Nacional y la Reserva del Ejército y unidades activas las unidades militares de otras instalaciones. Fort Chaffee está ahora bajo el control de la Guardia Nacional de Arkansas, en este momento, no hay unidades activas del ejército regular están permanentemente estacionados en el puesto.
El recinto fue utilizado como lugar de prisioneros alemanes de la Segunda Guerra Mundial, albergue para inmigrantes cubanos y vietnamitas, hospital, manicomio y desde su inicio, lugar de pruebas del ejército estadounidense. La mitad de los edificios están abandonados; la otra mitad está todavía bajo custodia del gobierno, que lo usa como zona de maniobras y entrenamiento para la guardia nacional.

## Geografía
Fort Chaffee se encuentra ubicado en las coordenadas 35°15′47″N 94°11′51″O / 35.26306, -94.19750. Según la Oficina del Censo de los Estados Unidos, Fort Chaffee tiene una superficie total de 240.98 km², de la cual 239.69 km² corresponden a tierra firme y (0.53%) 1.29 km² es agua.

## Demografía
Según el censo de 2010, había 292 personas residiendo en Fort Chaffee. La densidad de población era de 1,21 hab./km². De los 292 habitantes, Fort Chaffee estaba compuesto por el 69.52% blancos, el 9.25% eran afroamericanos, el 1.03% eran amerindios, el 9.93% eran asiáticos, el 0% eran isleños del Pacífico, el 7.19% eran de otras razas y el 3.08% pertenecían a dos o más razas. Del total de la población el 10.96% eran hispanos o latinos de cualquier raza.